# Wangenheimia lima
Genre
Espèce

Wangenheimia lima est une espèce de plantes monocotylédones de la famille des Poaceae, sous-famille des Pooideae, originaire de l'ouest du bassin méditerranéen. C'est l'unique espèce du genre Wangenheimia (genre monotypique).
Ce sont des plantes herbacées, annuelles, cespiteuses, aux tiges pouvant atteindre 30 cm de long et aux inflorescences composées de racèmes.

## Étymologie
Le nom générique « Wangenheimia » est un hommage au botaniste prussien, Friedrich Adam Julius von Wangenheim (1749-1800). L'épithète spécifique « lima » est un hommage à Abelardo Rodriques Lima, qui collecta des plantes au Brésil.

## Taxinomie

### Synonymes
Selon Catalogue of Life (2 juin 2018) :
- Catapodium  pauciflorum (Merino) Brullo, Giusso, Miniss. & Spamp.
- Cynosurus lima L.
- Dactylis disticha Ball, nom.  superfl.
- Dactylis lima (L.) Steud.
- Desmazeria castellana Willk.
- Desmazeria marina subsp. pauciflora  (Merino) Silva Pando
- Desmazeria pauciflora Merino
- Dinebra lima (L.) P.Beauv.
- Eleusine lima (L.) Lam.
- Festuca rhachiantha Steud.
- Poa lima (L.) Trin.
- Wangenheimia disticha Moench
- Wangenheimia lima var. glabra Maire
- Wangenheimia lima var. villosula  Maire

### Liste des variétés
Selon Tropicos (2 juin 2018) (Attention liste brute contenant possiblement des synonymes) :
- Wangenheimia lima var. lima
- Wangenheimia lima var. villosula Maire